# 近藤孝弘
近藤 孝弘（こんどう たかひろ、1963年 - ）は、日本の教育学者。専門は、ヨーロッパ、とくにドイツの歴史教育。

## 略歴
栃木県生まれ。東京大学教養学部卒業後、東京大学大学院教育学研究科修了。名古屋大学大学院教育発達科学研究科教授を経て、2011年4月より早稲田大学教育・総合科学学術院教授。

## 著書
- 『ドイツ現代史と国際教科書改善――ポスト国民国家の歴史意識』（名古屋大学出版会, 1993年）
- 『国際歴史教科書対話――ヨーロッパにおける「過去」の再編』（中央公論社［中公新書］, 1998年）
- 『自国史の行方――オーストリアの歴史政策』（名古屋大学出版会, 2001年）
- 『歴史教育と教科書――ドイツ、オーストリア、そして日本』（岩波ブックレット, 2001年）
- 『ドイツの政治教育――成熟した民主社会への課題』（岩波書店, 2005年）
- 『政治教育の模索──オーストリアの経験から』（名古屋大学出版会，2018年）

編著
- 『統合ヨーロッパの市民性教育』（名古屋大学出版会，2013年）
- 『歴史教育の比較史』（名古屋大学出版会，2020年）